# Neuroleon (Neuroleon) tristictus
Neuroleon (Neuroleon) tristictus is een insect uit de familie van de mierenleeuwen (Myrmeleontidae), die tot de orde netvleugeligen (Neuroptera) behoort. 
Neuroleon (Neuroleon) tristictus is voor het eerst wetenschappelijk beschreven door Navás in 1936.